# 매기테일러둥근잎박쥐
매기테일러둥근잎박쥐(Hipposideros maggietaylorae)는 잎코박쥐과에 속하는 박쥐의 일종이다. 인도네시아 서파푸아와 파푸아뉴기니에서 발견된다.

## 특징
보통 크기의 박쥐로 몸통 길이가 57~80mm이고 전완장은 50.4~67.2mm, 꼬리 길이는 30~44mm이다. 발 길이는 9~17mm, 귀 길이는 13.5~22mm이고 몸무게는 최대 26g이다. 털은 길고 양털처럼 부드럽다. 등 쪽은 짙은 갈색과 회색이지만 배 쪽은 회색빛 흰색을 띤다. 귀는 비교적 짧고 둥글며 끝이 약간 뾰족하다.

## 생태
동굴과 탄광, 굴 속에서 최대 50마리까지 무리를 지어 은신하지만 나무 구멍 속에서도 발견된다. 울창한 숲 속에서 나는 곤충을 포획하여 먹는다.

## 분포 및 서식지
뉴기니섬과 비스마르크제도에 널리 분포한다. 해발 최대 380m 이하의 경엽수림과 농촌 지역의 일차림과 이차림 열대 습윤 숲에서 서식한다.

## 아종
2종의 아종이 알려져 있다.
- H. m. maggietaylorae - 뉴브리튼섬, 뉴아일랜드섬
- H. m. erroris (Smith & Hill, 1981) - 뉴기니섬 동부, 와이게오섬, 술라웨시섬